# El ombligo del mundo (programa de radio)
El ombligo del mundo fue un programa de radio argentino creado por el escritor y músico Alejandro Dolina. Se emitió por Radio El Mundo y Viva FM durante 1992.
Problemas contractuales habían llevado a Dolina a abandonar Radio Rivadavia, donde había conducido Demasiado tarde para lágrimas desde 1985 a 1991. Luego de esto llegó a la FM Viva con una propuesta similar. Acompañaban a Dolina Adolfo Castelo, Jorge Dorio y Elizabeth Vernaci. Al año siguiente (1993) Dolina se pasó a FM Tango, donde presentó La venganza será terrible, un programa que, luego de haber pasado por varias radios, dirige hasta la actualidad.
Los seguidores de Alejandro Dolina conservan muchos audios de corta duración de El ombligo del mundo, considerado de culto.